# Polymixis culoti
Polymixis culoti là một loài bướm đêm trong họ Noctuidae.